# Henryk Woliński
Henryk Woliński (né en 1901 - mort le 12 mars 1986, nom de guerre Wacław, Zakrzewski) est un colonel de l'Armia Krajowa, un juste parmi les nations polonais.

## Biographie
Avocat de métier, Henryk Woliński travaille au bureau du procureur général à Varsovie. Il a des nombreux amis Juifs qu'il a rencontré grâce à son épouse, elle-même Juive.
Le 1er février 1942 il devient le chef de la section juive du Bureau de l'information et de la propagande de l'Armia Krajowa. Il est en contact avec des organisations clandestines des différents ghettos polonais et écrit des rapports sur la situation des Juifs pour le gouvernement polonais en exil. L'un d'eux décrit l'extermination des Juifs dans le camp d'extermination nazi de Treblinka. Il est également l'un de fondateurs de Żegota - Commission d'Aide aux Juifs.
Dans les années 1942 -43 il accueille dans son appartement des Juifs évadés du ghetto de Varsovie. Après l'insurrection de Varsovie il quitte la ville avec les civils. Après la guerre il s'installe à Katowice.